# Стадион Олимпийского центра в Тяньцзине
Стадион Олимпийского центра в Тяньцзине или Капля воды (кит. трад. 天津奧林匹克中心體育場, упр. 天津奥林匹克中心体育场, пиньинь Tiānjīn Àolínpǐkè Zhōngxīn Tǐyùchǎng) — мультиспортивный стадион, одна из арен Летних Олимпийских игр 2008 года. Расположен в городе Тяньцзинь. Вмещает 60 000 зрителей. В рамках Летних Олимпийских игр 2008 года стадион принял соревнования по футболу.
Строительство арены было начато в августе 2003 года, закончено в августе 2007 года. В 2007 году стадион являлся одной из арен проходящего в Китае Кубка Мира ФИФА среди женщин.
Площадь стадиона составляет 78 000 кв. м. Внешняя длина 380 метров, ширина 270 метров, высота трибун 53 метра. В подтрибунных помещениях стадиона располагаются: выставочные залы, конференц-залы, фитнес-центр.